# Альчи (приток Мисса)
Альчи (в верхней половине — Большая Лахматка) — река в Омской области России, течёт по территории Тевризского района. Устье реки находится в 84 км по левому берегу реки Мисс на высоте 75 м над уровнем моря. Длина реки составляет 15 км.
Притоки (от истока): Малая Лахматка (правый), Листвянка (левый).

## Данные водного реестра
По данным государственного водного реестра России относится к Иртышскому бассейновому округу, водохозяйственный участок реки — Иртыш от впадения реки Омь до впадения реки Ишим, без реки Оша, речной подбассейн реки — бассейны притоков Иртыша до впадения Ишима. Речной бассейн реки — Иртыш.